# Фалькович Григорій Аврамович
Григорій Аврамович Фалькович (25 червня 1940, Київ) — український поет і прозаїк єврейського походження, громадський діяч, член Українського ПЕН та НСПУ

## Біографія
Закінчив Київський університет (російська та болгарська філологія). Працював в Інституті мовознавства ім. О. О. Потебні АН України, в Українській філії Всесоюзного НДІ кон'юнктури та попиту та Державному комітеті України з питань захисту прав споживачів, голова комітету з присудження премії імені Шолом-Алейхема, голова культурно-просвітницького товариства імені Шолом-Алейхема.

## Нагороди
- 2003 — міжнародна премія імені Володимира Винниченка «В галузі української літератури, мистецтва та за благодійницьку діяльність»
- 2004 — Премія імені Павла Тичини
- 2011 — Премія «Планета поета» імені Л. Вишеславського
- 2012 — Премія імені Лесі Українки
- 2012 — Премія імені Шолом-Алейхема
- 2016 — Премія «Глиняний кіт»
- 2018 — Премія Президента України «Українська книжка року»[3]
- почесна Грамота Верховної Ради України

## Книги
- Григорий Фалькович. Мир поэта и долг переводчика: Сб. Мастерство перевода, Москва, 1970;
- Григорий Фалькович. «Высокий миг»: Стихотворения. — К.: Рад. письменник, 1979;
- Григорій Фалькович. «Сповідуюсь, усе беру на себе…»: Вірші. — К.: Укр. письменник, 1994;
- Григорий Фалькович. Скрижали откровения: Стихотворения. — Биробиджан.: 1999;
- Григорій Фалькович. Шляхами Біблії пройшла моя душа: Вірші. — К.: Лікей, 2000;
- Григорій Фалькович. Чудер-наський Zoo: Вірші. — К.: Грані-Т, 2007;
- Григорій Фалькович. Про жабку Гапку: Вірші. — Тернопіль, Богдан, 2008;
- Григорій Фалькович. Засинає ліва ніжка: Вірші. — Тернопіль, Богдан, 2008;
- Григорій Фалькович. Смик-Тиндик: Вірші. — Харків, Мікко, 2009;
- Григорій Фалькович. На перетині форми і змісту: Вірші. — К.: Факт, 2009;
- Григорій Фалькович. Сумна історія: Вірші. — Тернопіль, Богдан,2010;
- Григорій Фалькович. Абетка: Вірші. — Харків, Мікко, 2011;
- Григорий Фалькович. Азбука: Стихотворения. — Харьков, Мікко, 2011;
- Григорій Фалькович. Фікулі: Вірші. — Тернопіль, Богдан, 2011;
- Григорій Фалькович. Хвацькі вірші: Вірші. — Київ, А-Ба-Ба-Га-Ла-Ма-Га, 2011;
- Григорій Фалькович. Про котів та про собак: Вірші. — Львів, Видавництво Старого Лева, 2012..
- Григорій Фалькович. Корова спекла коровай: Вірші. — Львів, Видавництво Старого Лева, 2015;
- Григорій Фалькович. Недомальовані вірші: Вірші. — Київ, Час майстрів, 2016;
- Григорій Фалькович.  Шалахмонеси. Вірші для дітей. — К.: Дух і Літера, 2016;
- Григорий Фалькович. Комашка писала нікому: Вірші дітям. — Харків, Віват, 2019;
- Григорий Фалькович. Пароплави і кити: Вірші. — Київ, Абабагаламага, 2020.